# Witold Hurewicz
Witold Hurewicz (* 29. Juni 1904 in Łódź; † 6. September 1956 in Uxmal, Mexiko) war ein bedeutender polnischer Mathematiker.
Hurewicz beschäftigte sich mit Topologie.

## Leben
Als Sohn eines Industriellen studierte Hurewicz in Warschau, später in Wien. Dort waren seine Lehrer Hans Hahn und Karl Menger. Seine Dissertation schloss er 1926 ab. In den darauffolgenden beiden Jahren erlaubte ihm die Zuerkennung des Rockefeller Scholarship weitere Studien in Amsterdam. Von 1928 bis 1936 arbeitete er als Assistent von Luitzen Brouwer. Er nutzte einen Fortbildungsurlaub von zunächst einem Jahr für eine Reise in die Vereinigten Staaten und besuchte dort das Institute for Advanced Study in Princeton (New Jersey). Er entschied, in den Vereinigten Staaten zu bleiben. Dort arbeitete er zunächst an der University of North Carolina at Chapel Hill. Von 1945 an bis zu seinem Tod arbeitete er am Massachusetts Institute of Technology; 1948 wurde er dort ordentlicher Professor. Er starb bei einem Ausflug während des International Symposium on Algebraic Topology in Uxmal, Mexiko, auf Grund einer Unachtsamkeit durch einen Sturz von einer Maya-Stufenpyramide.

## Wissenschaftliche Arbeit
Hurewicz’ frühe Arbeiten beschäftigen sich mit Mengentheorie und Topologie. So heißt es beispielsweise im Dictionary of Scientific Biography:

“[…] a remarkable result of this first period [1930] is his topological embedding of separable metric spaces into compact spaces of the same (finite) dimension.”

„[…] ein bemerkenswertes Ergebnis der ersten Periode [1930] ist die topologische Einbettung separabler metrischer Räume in kompakte Räume der gleichen (endlichen) Dimension.“

Die wahrscheinlich bemerkenswertesten Beiträge zur Mathematik sind die Definition der höheren Homotopiegruppen 1934–35 und seine Entdeckung der langen exakten Sequenzen für Homotopiegruppen von Faserungen. Der Satz von Hurewicz stellt den Zusammenhang zwischen Homotopiegruppen und Homologiegruppen eines Raumes her. Während des Zweiten Weltkrieges wandte er sich der angewandten Mathematik und dem militärisch interessanten Verhalten von Servomotoren zu, Forschungen, die aus diesem Grund geheim gehalten wurden.
Hurewicz ist zusammen mit Henry Wallman (1915–1992) Verfasser des wichtigen Buches Dimension Theory, das 1941 veröffentlicht wurde:

“[…] is truly a classic. It presents the theory of dimension for separable metric spaces with what seems to be an impossible mixture of depth, clarity, precision, succinctness, and comprehensiveness.”

„[…] wahrhaft ein Klassiker. Es stellt die Theorie separabler metrischer Räume mit einer unnachahmlichen Mischung aus Tiefgang, Klarheit, Genauigkeit, Knappheit und Umfang dar.“

Ein zweites Buch, Lectures on ordinary differential equations, wurde 1958 veröffentlicht. Dabei handelt es sich um eine Einführung in gewöhnliche Differentialgleichungen, welche wiederum durch die Klarheit ihrer Gedanken und einen hervorragenden Schreibstil besticht.
1949 wurde Hurewicz in die American Academy of Arts and Sciences gewählt. 1950 hielt er einen Plenarvortrag auf dem Internationalen Mathematikerkongress in Cambridge (Massachusetts) (Homology and Homotopy).

## Schriften
Monografien
- mit Henry Wallman: Dimension Theory. Princeton University Press, 1948 (zuerst Princeton Mathematical Series 4, 1941)
- Lectures on Ordinary Differential Equations, MIT Press, 1958

Aufsätze (Auswahl)
- Über eine Verallgemeinerung des Borelschen Theorems, 1926, Mathematische Zeitschrift, 24. Band, S. 401–421.
- Normalbereiche und Dimensionstheorie, 1927, Mathematische Annalen, 96. Band, S. 736–763.
- Grundriß der Mengerschen Dimensionstheorie, 1928, Mathematische Annalen, 98. Band, S. 64–88.
- Über ein topologisches Theorem, 1929, Mathematische Annalen, 101. Band, S. 210–218.
- Über den sogenannten Produktsatz der Dimensionstheorie, 1930, Mathematische Annalen, 102. Band, S. 305–312.
- Über dimensionserhöhende stetige Abbildungen, 1933, Journal für die reine und angewandte Mathematik, Band 169, S. 71–78.
- Beiträge zur Theorie der Deformationen IV: Asphärische Räume. Proc. Akad. Wetensch. Amsterdam 39 (1936), S. 215–224.
- mit Steenrod: Homotopy relations in fibre spaces. Proc. Nat. Acad. Sci. U. S. A. 27, (1941). S. 60–64.
- Homotopy and homology. Proceedings of the International Congress of Mathematicians, Cambridge, Mass., 1950, Vol. 2, S. 344–349. Amer. Math. Soc., Providence, R. I., 1952. pdf
- On the concept of fiber space. Proc. Nat. Acad. Sci. U. S. A. 41 (1955), S. 956–961.